# Cornelius Springer

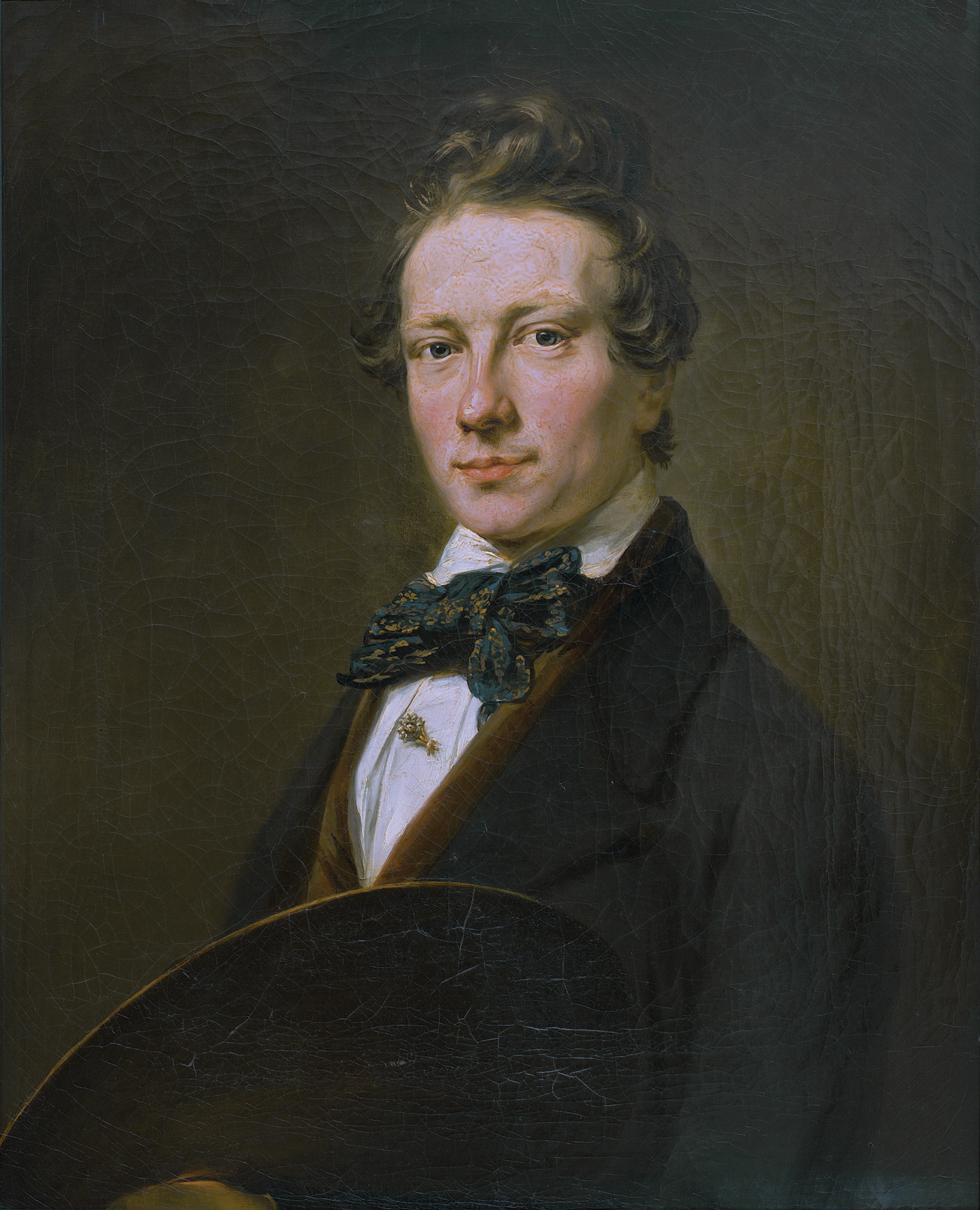
Cornelius Springer, porträtiert von Nicolaas Pieneman

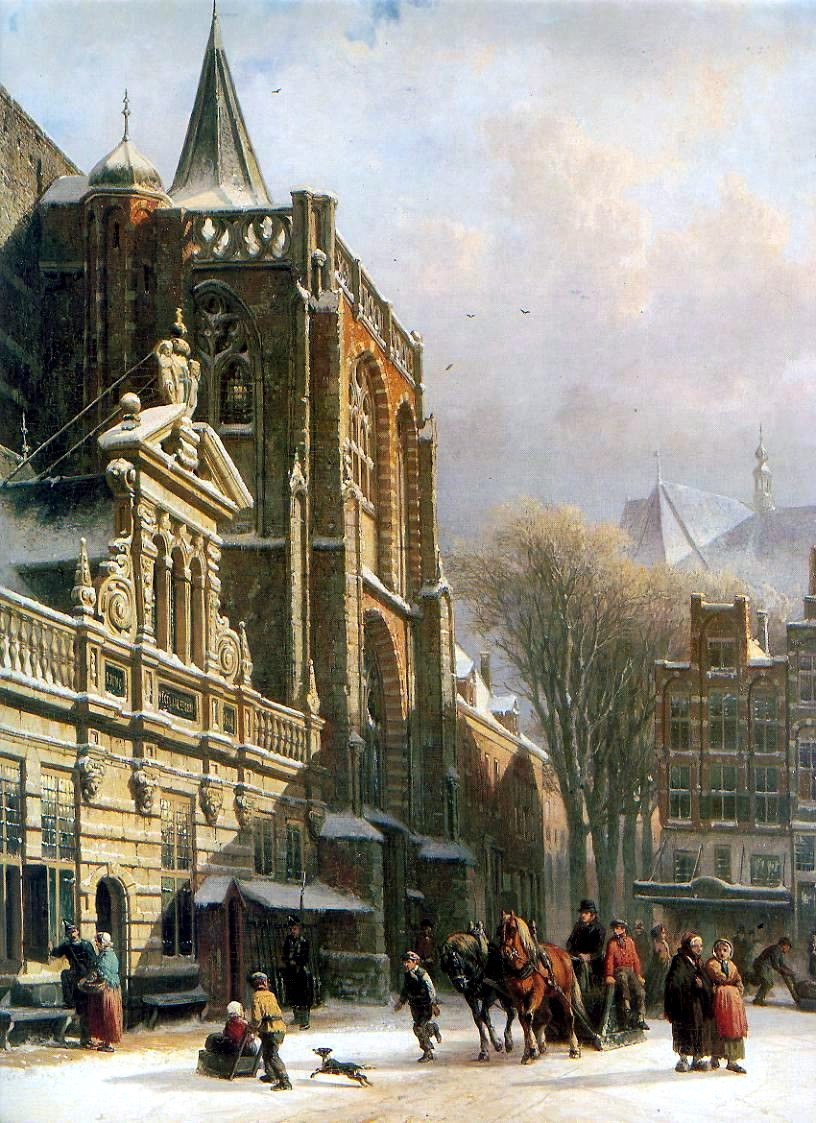
Michaelskirche in Zwolle (1862)

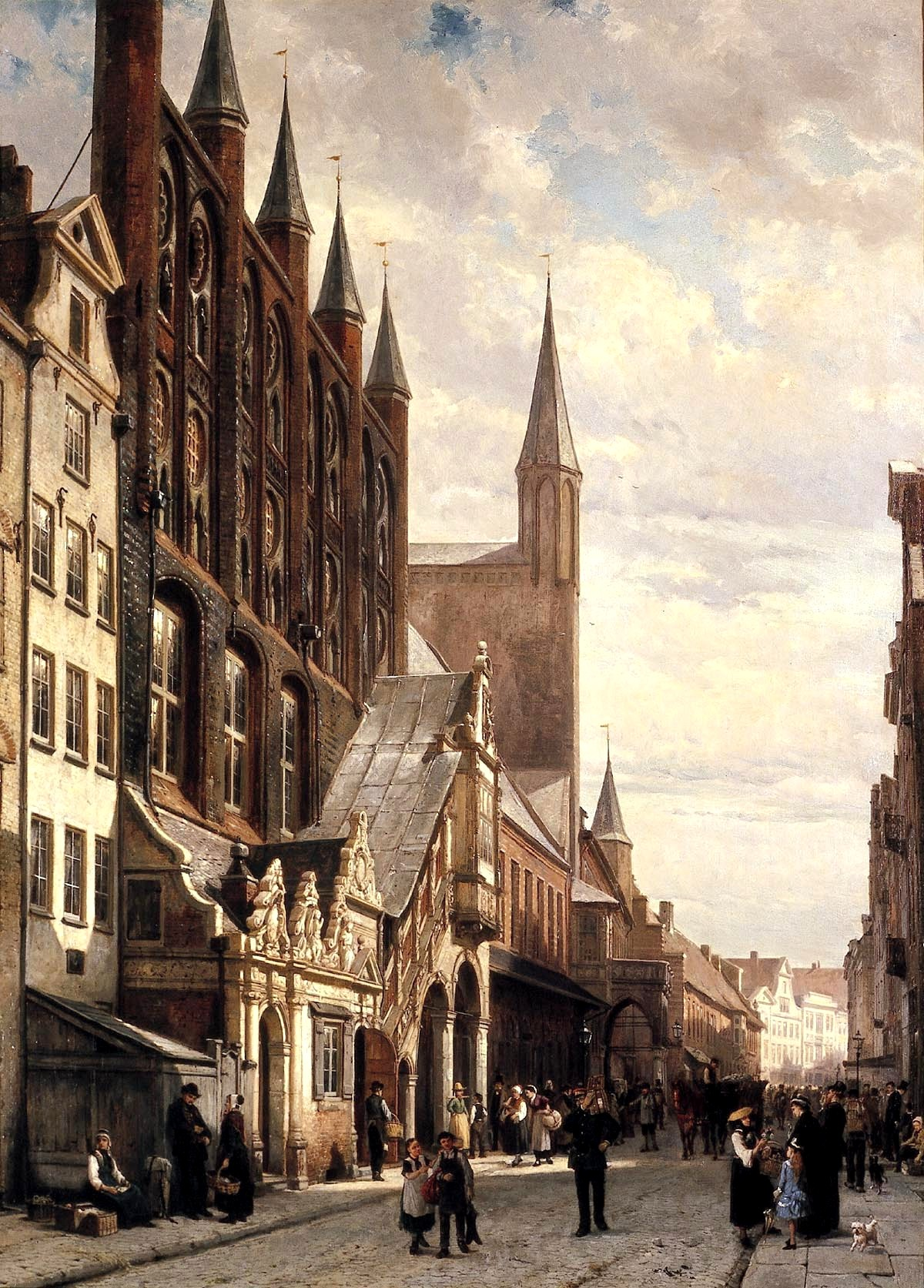
Lübecker Rathaus um 1885 von Cornelis Springer

Cornelius Springer (nl. Cornelis Springer) (* 25. Mai 1817 in Amsterdam; † 18. Februar 1891 in Hilversum) war ein niederländischer Maler, Radierer und Lithograf. Er war ein bedeutender Architektur- und Vedutenmaler.

## Biografie
Springer war der vierte Sohn des Zimmermanns William Springer (1778–1857). Er erhielt eine Ausbildung beim Maler Andries de Wit (1768–1842) und lernte von seinem älteren Bruder dem Architekten Henry Springer (1805–1867) das Zeichnen der Architektur und der perspektivischen Darstellung. Danach studierte er bei Jacobus van der Stok (1795–1864), Hendrik Gerrit ten Cate (1803–1856) und Kaspar Karsen (1810–1896).
Auf seinen zahlreichen Reisen durch Europa – oft in Deutschland – malte er die Ansichten der Städte, der Plätze, der Häuser und der Landschaften. Er war unter anderem in Westfalen, Niedersachsen und Schleswig-Holstein.
1863 kam er nach Bremen. Hier fertigte er Skizzen, Aquarelle und Bilder von Bauten und vom Bremer Marktplatz an. Die in der Kunsthalle Bremen ausgestellten Werke gingen verloren. Sein 1864 gefertigtes Bild vom Marktplatz gelangte über die Sammlung vom Kaufmann Hermann Henrich Meier junior 1919 dauerhaft in die Bremer Kunsthalle und ist durch Farbdrucke heute weit verbreitet. Die Kohlezeichnung Lange Wieren (eine Straße) mit der St. Johanneskirche Bremen von 1864 war Grundlage eines seiner Ölgemälde, das seit 1967 im Focke-Museum ausgestellt wird.
Springer malte im Stil der Romantik viele Städte und Dörfer, oft auch Phantasien mit erkennbaren Motiven. Seine Gemälde weisen eine topografische Genauigkeit auf. Das Detail und das Licht waren bei ihm ausgeprägt. Seine Werke sind nicht nur exakt, sondern auch harmonisch in der Farb- und Lichtgestaltung. Sie wurden durch viele Farbdrucke weit verbreitet. In den Niederlanden sind seine Werke von Amsterdam, Haarlem, Zwolle, Kampen, Enkhuizen, Monnickendam und Harderwijk sehr bekannt.
Sein Bild Blick auf die westlichen Straße von Enkhuizen wurde 2006 durch das Auktionshaus Sotheby’s in Amsterdam versteigert und erbrachte 1,1 Millionen Euro, die höchste Summe, die für eines seiner Werke gezahlt wurde.
Sein Sohn Leonard Springer (1855–1940) war einer der wichtigsten Landschaftsarchitekten in der niederländischen Gartenkunst des 19. und 20. Jahrhunderts.

## Werke (Auszug)
Springer hat über 650 Werke hinterlassen.
- Bremer Marktplatz (1864)
- Lange Wieren mit St. Johanneskirche Bremen (1864)
- Der Marktplatz zu Lübeck (1870)
- Der Oude Zijds Voorburgwal in Amsterdam
- Amsterdam, Rokin und Langebrugsteeg (1894)
- Das Rathaus und der Marktplatz von Halberstadt
- Fantasieansicht von Antwerpen
- Kirche und Marktplatz von Zwolle
- Marktplatz von Braunschweig
- Am Rhein